# بشاير حسين
بشاير حسين (مواليد 15 نوفمبر 1989)، ممثلة كويتية. بدأت مسيرتها الفنية سنة 2011.

## شائعة التحول
تداول موقع إم بي سي نت شائعة غير معلومة المصدر بعام 2009، لشخصية مغمورة تدعى بشاير قيل إنها مخرجة وإنها خضعت لعملية تحول جنسي، وهي ليست بشاير حسين التي دخلت التمثيل بعام 2011.

## أعمالها

### المسلسلات
- 2012: سيدة البيت.
- 2012: درب الوفا.
- 2013: بركان ناعم.
- 2013: الناس أجناس 2.
- 2014: بقايا ألم وجروح.
- 2014: بسمة منال.
- 2014: غريب بين أهله.
- 2014: سقف واحد.
- 2015: صديقاتي العزيزات.

## روابط خارجية
- بشاير حسين على موقع قاعدة بيانات الأفلام العربية